# Bartholomäus von Salerno
Bartholomäus von Salerno (lateinisch Bartholomaeus Salernitanus) war ein Arzt des 12. Jahrhunderts und Lehrer an der Schola Medica Salernitana in Salerno. Er schrieb mehrere medizinische Werke, darunter ein bis zum Beginn der Neuzeit weit verbreitetes Lehrbuch.

## Leben
Bartholomäus erwarb sich einen hohen literarischen Ruf; trotzdem sind seine Lebensdaten bis heute nicht bekannt. Forscher versuchen, aus seinem Schriftwechsel mit zeitgenössischen Persönlichkeiten wie dem bedeutenden Abt von Cluny Petrus Venerabilis und König Ludwig VII. von Frankreich räumliche und zeitliche Details zu ermitteln. Zumindest scheint sicher, dass er nicht sein ganzes Leben in Salerno verbracht haben kann. Ein Wirken in Paris (zumindest als medizinischer Berater) wird nicht ausgeschlossen. S. 77

## Studium und Lehrtätigkeit
Bartholomäus von Salerno gilt als ein Schüler von Constantinus Africanus, mit dem die Blütezeit der Medizinschule von Salerno (Hochsalerno) beginnt. Die Schule war aus dem früheren Hospiz des Klosters Monte Cassino hervorgegangen und wurde später als erste (medizinische) Universität bezeichnet (allerdings offiziell nie als solche ernannt).
Das Werk des Bartholomäus (Practica und Articella) wurde von einer Kette von Schülern und Lehrmeistern an der Schule von Salerno wie dem in der Mitte des 12. Jahrhunderts wirkenden Arzt Petrus Musandinus und weiter Maurus von Salerno bzw. Urso von Salerno sowie Gilles de Corbeil fortgeführt, wobei Letzterer nach dem Studium in Salerno in Paris lehrte. S. 197–198 und 334

## Werk
Die Hauptschaffenszeit von Bartholomäus von Salerno lag zwischen 1150 und 1180. S. 77
Bartholomäus verfasste mit seiner „Practica (Introductiones et experimenta in practicam Hippocratis, Galieni, Constantini, graecorum medicorum)“ ein in drei Traktate gegliedertes Handbuch der praktischen Medizin, das sowohl in seiner ursprünglichen lateinischen Form als auch in der Übertragung in anderen Sprachversionen, beginnend mit Ortolf von Baierland vor allem in Deutsch, weite Verbreitung fand (etwa im Leipziger Bartholomäus, einem um 1180 entstandenen thüringisch-schlesischen bzw. thüringisch-ostmitteldeutschen Arzneibuch, wie es in einer ostmitteldeutschen Sammelhandschrift des 15. Jahrhunderts überliefert ist und von Christian Graeter 1917 anhand zweier Fassungen ediert wurde). Die Practica (Bartholomaei) gehört zu den Hauptschriften aus der Glanzzeit der Schule von Salerno und Teile daraus finden sich in mehreren mittelalterlichen Arzneibüchern des deutschen Sprachraums des 14. und 15. Jahrhunderts wieder. Sie war nicht nur eine der lateinischen Quellen, sondern wohl auch namengebend für einen am Ende des 12. Jahrhunderts als Bartholomäus bekannten Arzneibuchverfasser aus dem ostmitteldeutsch-schlesischen Raum. Siehe hierzu auch Admonter Bartholomäus.
Darüber hinaus war Bartholomäus der erste namentlich bekannte Autor einer innovativen Sammlung von Kommentaren über das Gesamtwerk der Articella. S. 53–54 23 Manuskripte zur Articella sind in Fassungen vom 12. bis zum 14. Jahrhundert erhalten geblieben. S. 77
Bartholomäus brachte Galens Ars medica (Tegni) in die Articella-Anthologie ein und spielte eine Vorreiterrolle bei der Verwendung der aristotelischen „Logik und Naturphilosophie“ zur Erläuterung medizinischer Konzepte und Begriffe. S. 77
Darüber hinaus erwähnt Bartholomäus in seinem Kommentar zur Isagoge von Hunayn ibn Ishaq (Johannitius), dass er einen Kommentar zum Liber graduum von Constantinus Africanus verfasst hat.

## Werkausgaben
- Walter Lawrence Wardale: Der deutsche Macer-Text aus der Handschrift Brit. Mus. Add. 16,892. Publ. 1995 by James Follan in Dundee, Open library, ISBN 978-0-9521965-2-5
- Walter L. Wardale: Der Hochdeutsche Bartholomäus. Kritisch kommentierter Text eines mittelalterlichen Arzneibuches auf Grund der Londoner Handschriften Brit. Mus. Add. 16.892, Brit. Mus. Arundel 164, Brit. Mus. Add. 17.527, Brit. Mus. Add. 34.304. (Hrsg. von James Follan nach dem Manuskript Wardales von 1971). Mit einem Gedenkwort von W. H. Bruford.
- Bartolomeo: Practica, Traduzione e commento a cura di Angelo Capparoni. Rom 1960.